# Adam Dzanetopulos
Adam Dzanetopulos (gr. Αδάμ Τζανετόπουλος) (ur. 10 lutego 1995 w Wolosie) – grecki piłkarz występujący na pozycji obrońcy. Zawodnik klubu Lamia.

## Kariera klubowa
Jako junior Dzanetopulos grał w zespołach Olympiakos SFP oraz Niki Wolos. W 2013 roku trafił do trzecioligowego AEK Ateny. W 2014 roku awansował z nim do drugiej ligi, a w 2015 roku do pierwszej. Zadebiutował w niej 17 października 2015 w przegranym 0:4 meczu z Olympiakosem. Łącznie w sezonie 2015/2016 rozegrał 10 meczów ligowych i przed rozpoczęciem kolejnego sezonu został oddany na wypożyczenie do PAE Iraklis 1908. W nowym klubie zadebiutował dopiero w styczniu 2017 roku i stał się podstawowym zawodnikiem Iraklisu. Klub z Salonik przeżywał jednak problemy finansowe w wyniku, których utracił w rozgrywkach 3 punkty i ostatecznie zajął przedostatnie miejsce w tabeli. Oznaczało to spadek do Football League. Adam wrócił do AEK-u, jednak wystąpił w zaledwie jednym meczu ligowym, a 30 czerwca 2018 roku wygasł jego kontrakt ze stołecznym klubem. 5 lipca Apollon Smyrnis ogłosił podpisanie umowy z reprezentantem kraju.

## Kariera reprezentacyjna
W marcu 2015 roku Dzanetopulos rozpoczął występy w kadrze Grecji U-21. W pierwszej reprezentacji Grecji zadebiutował 11 października 2015 w wygranym 4:3 meczu eliminacji Mistrzostw Europy 2016 z Węgrami.

## Źródła
- Adam Tzanetopoulos, [w:] baza Transfermarkt (zawodnicy) [dostęp 2023-08-24].
- A. Tzanetopoulos, [w:] baza Soccerway (zawodnicy) [dostęp 2023-09-02].
- Adam Dzanetopulos w bazie National Football Teams (ang.)